# Powiat Nyū
Powiat Nyū (jap. 丹生郡 Nyū-gun) – powiat w Japonii, w prefekturze Fukui. W 2024 roku liczył 19 237 mieszkańców.

## Miejscowości
- Echizen